# لورکوزن
لورکوزن (به آلمانی: Leverkusen) یکی از شهرهای ایالت نوردراین-وستفالن کشور آلمان است. این شهر در ساحل شرقی رود راین، بین دوسلدورف و کلن قرار دارد. لورکوزن در سال ۲۰۰۷ جمعیتی بالغ بر ۱۶۱٫۳۴۵ هزار نفر داشته است.
تا اواخر قرن ۱۹ میلادی منطقه راین-رور، منطقه‌ای روستایی بود و لورکوزن حاصل رشد اقتصادی راین-رور است. لورکوزن فعلی از منطقه‌های ویسدورف، اپلادن، اشلبوش، لوتسن‌کیرشن، اشتاین‌بوشل، رایندورف و برگیش-نویکیرشن تشکیل شده است.

## مناطق دیدنی
- بای‌آرنا، ورزشگاه اختصاصی تیم بایر لورکوزن از سال ۱۹۵۸ میلادی

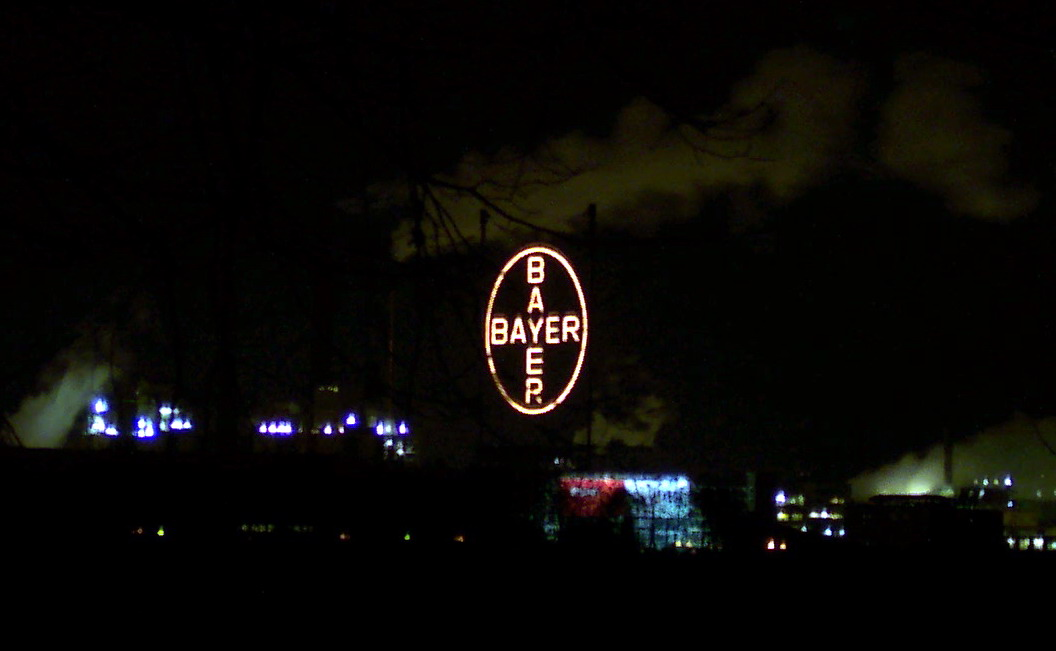
بایر کراس لورکوزن

- بایر کراس لورکوزن
- برج آبی لورکوزن-بوریگ

## شهرهای خواهر
لورکوزن با شهرهای زیر خواهر است:
- اولو، فنلاند (از سال 1968)[۱]
- براکنل، انگلستان (از سال 1975)[۲]
- لیوبلیانا، اسلوونی (از سال 1979)[۳]
- چیناندگا، نیکاراگوئه (از سال 1986)
- شودت، آلمان (از سال 1989)
- راسیبورز، لهستان (از سال 2002)[۴]
- وینو دسک، فرانسه (از سال 2005)